# Fractale (série télévisée d'animation)
Pour l’article homonyme, voir Fractale.
Fractale (フラクタル, Furakutaru) est une série d'animation japonaise produit par A-1 Pictures et Ordet réalisé par Yutaka Yamamoto. L'histoire a été développée par Hiroki Azuma et le scénario a été écrit par Mari Okada, avec le character design original de Hidari. L'anime a été diffusé au Japon entre janvier et avril 2011 dans la case horaire noitaminA sur Fuji TV. Un manga illustré par Mutsumi Akasaki a été publié en feuilleton sur Gangan Online de Square Enix entre septembre 2010 et novembre 2011.

## Intrigue
L'histoire se déroule sur une île ressemblant à une Irlande futuriste (certaines scènes s'inspirent directement de Galway, une ville sur la côte ouest irlandaise), dans un monde dirigé par Fractale qui assure la stabilité et la prospérité de l'humanité. Un jour, le jeune garçon Clain rencontre une jeune fille en fuite appelée Phryné, qui disparait pendant la nuit en laissant un pendentif.

## Les personnages
- Clain Necran : Clain est le personnage principal. Jeune garçon vivant avec les doppels "robots holographique" de ses parents. Il est un passionné et collectionneurs des objets "rétros" (exemple : lecteur audio, téléviseur)
- Phryné : Phryné est la prêtresse du système de Fractale. Elle est très proche de ses origines mais elle garde en elle de nombreuses souffrances : notamment des abus sexuels perpétrés à son encontre au temple.
- Nessa : Nessa est une jeune fille "doppel" copie de Phryné, composée de «données» importantes pour le système Fractale. Mais elle est aussi une des deux héroïnes de Fractale.

## Manga

### Liste des volumes
| no | Japonais        | Japonais          |
| no | Date de sortie  | ISBN              |
| -- | --------------- | ----------------- |
| 1  | 22 janvier 2011 | 978-4-7575-3124-6 |
| 2  | 22 juillet 2011 | 978-4-7575-3288-5 |
| 3  | 21 janvier 2012 | 978-4-7575-3479-7 |

## Anime
La série est licenciée dans les pays francophones par Wakanim. L'intégrale est sortie en DVD le 29 juin 2012, et Blu-ray le 26 avril 2013.

### Liste des épisodes
| No | Titre français            | Titre japonais | Titre japonais     | Date de 1re diffusion |
| No | Titre français            | Kanji          | Rōmaji             | Date de 1re diffusion |
| -- | ------------------------- | -------------- | ------------------ | --------------------- |
| 1  | La rencontre              | 出会い         | Deai               | 14 janvier 2011       |
| 2  | Nessa                     | ネッサ         | Nessa              | 21 janvier 2011       |
| 3  | Le village des Granites   | グラニッツの村 | Guranittsu no Mura | 28 janvier 2011       |
| 4  | Le départ                 | 出発           | Shuppatsu          | 4 février 2011        |
| 5  | L'itineraire              | 旅路           | Tabiji             | 18 février 2011       |
| 6  | La ville au bout du monde | 最果ての町     | Saihate no Machi   | 25 février 2011       |
| 7  | La cité illusoire         | 虚飾の街       | Kyoshoku no Machi  | 4 mars 2011           |
| 8  | Le secret du sous-sol     | 地下の秘密     | Chika no Himitsu   | 11 mars 2011          |
| 9  | Traques                   | 追いつめられて | Oitsumerarete      | 18 mars 2011          |
| 10 | Au temple                 | 僧院へ         | Sōin e             | 25 mars 2011          |
| 11 | Le paradis                | 楽園           | Rakuen             | 1er avril 2011        |